# 五月花節
五月花節（西班牙語：Flores de Mayo）是菲律賓其中一個節日，因為在百花齊放的5月舉行而得名。每年五月在菲律賓全國舉行一系列慶祝活動。其慶祝方式主要有舉行「花后」選美比賽、聖母像巡遊（Santacruzan）以及歌舞表演，目的是迎接雨季與祈求農作物豐收。
每年五月，「花后」選美比賽在全國大部份城市、城鎮和社區舉行，她們之中有部份是「菲律賓小姐」或演藝界女明星等。在聖母像巡遊當天裝扮成象徵音樂或藝術的9位女神，例如「天使皇后」、「先知皇后」等，其中最美麗的少女會裝扮成「海倫娜花后」站在隊伍的最後面。巡遊隊伍中最引人注目的是帶有精緻裝飾的大十字架以及聖母像的彩車，而站在隊伍後面的是身穿巴隆衫、手持鮮花的英俊男士們。
在聖母像巡遊當天，「花后」負責手捧著鮮花獻給聖母瑪利亞，當中未婚少女穿著帶有蝴蝶袖，綴滿鮮花的白色衣裙，跟隨在聖母像後面，巡遊隊伍的兩旁都是手持蠟燭或彈吉他的民眾。巡遊組織者一般是當地有名望、較富裕的長者。隊伍首先從主持人家裡出發，邊走邊唱，直至教堂。活動結束後所有參加者都回到組織者家中，主持人會以各種水果和特色食品來招待眾人。

## 外部連結
- https://web.archive.org/web/20170301112727/http://www.philippines.hvu.nl/culture2.htm